# جامعة أبالاش الحكومية
جامعة أبالاش الحكومية (/ˌæpəˈlætʃən/.  الأبلاش، التطبيقات الدولة، التطبيقات، أو ASU) هي جامعة حكومية في بون، ولاية كارولينا الشمالية. تأسست ككلية للمعلمين في عام 1899 من قبل الأخوين بي بي ودي دي دويرتي وزوجة الأخير، ليلي شول دوغرتي. توسعت الجامعة لتشمل برامج أخرى في عام 1967 وانضمت إلى نظام جامعة نورث كارولينا في عام 1971.
تسجل الجامعة أكثر من 20600 طالب. تقدم أكثر من 150 درجة بكالوريوس و 70 برنامجًا للدراسات العليا، بما في ذلك برنامجان للدكتوراه.

## تاريخ
بدأت جامعة أبالاش الحكومية في عام 1899 عندما بدأت مجموعة من المواطنين في مقاطعة واتوغا، بقيادة بلانفورد بي دوجيرتي وشقيقه دوفين دوجيرتي، حركة لتعليم المعلمين في شمال غرب ولاية كارولينا الشمالية. تم التبرع بالأرض من قبل دانيال ب. في هذا الموقع، تم تشييد مبنى خشبي، تكلفته 1000 دولار، بمساهمات من مواطني المدينة والمقاطعة. في خريف عام 1899، بدأ الأخوان دوجيرتي، بصفتهما مديرين مشاركين، المدرسة التي كانت تسمى فيما بعد أكاديمية واتوجا. وشهدت السنة الأولى 53 طالبًا مسجلين في ثلاثة صفوف. قامت زوجة دي دي دوجيرتي، ليلي شول دوجيرتي، بتدريس الفصول الدراسية وساهمت في القرارات الإدارية.
في عام 1903، بعد انتشار الاهتمام بالمدرسة إلى المقاطعات المجاورة، كان د. دوجتيري مقتنعًا بأن الدولة ستمول المؤسسات المنشأة لتدريب المعلمين. سافر إلى عاصمة الولاية، رالي، بعد صياغة مشروع قانون. قدم نيولاند من مقاطعة كالدويل مشروع القانون في الهيئة التشريعية لولاية نورث كارولينا لجعل هذه مدرسة حكومية، مع تخصيص للصيانة والبناء. وتحدث الكابتن إي أف لوفيل من مقاطعة واتوجا، وآر بي وايت من مقاطعة فرانكلين، وكلايد هوي من مقاطعة كليفلاند، وإي جستيس من مقاطعة ماكدويل لصالح هذا الإجراء. في 9 مارس 1903، أصبح مشروع القانون قانونًا، وأنشئت مدرسة أبالاتشي لتدريب المعلمين. افتتحت المدرسة في 5 أكتوبر 1903، بمبلغ 2000 دولار من الدولة و 325 طالبًا.
لمدة 22 عامًا، كانت هناك فترة من النمو المطرد والتطور الأكاديمي والخدمة القيمة للدولة. في عام 1925، غير المجلس التشريعي الاسم إلى مدرسة الأبلاش الحكومية العادية وخصص تمويلًا إضافيًا للصيانة والتحسين الدائم. بعد أربع سنوات، في عام 1929، أصبحت المدرسة مؤسسة تمنح درجة لمدة أربع سنوات وتم تغيير اسمها إلى كلية أبالاتشيان للمعلمين. تم تسجيل أكثر من 1300 طالب في برامج الدرجات العلمية المقدمة لتعليم الصفوف الابتدائية والتربية البدنية والرياضيات واللغة الإنجليزية والعلوم والتاريخ.
حقق أبالاتشي المعايير الوطنية من خلال اعتماده من قبل الرابطة الأمريكية لتعليم المعلمين في عام 1939، والرابطة الجنوبية للكليات والمدارس في عام 1942. في عام 1948 تم تشكيل كلية الدراسات العليا. تقاعد الدكتور دوجيرتي في عام 1955، بعد 56 عامًا من الخدمة في المدرسة. رانكين أصبح الرئيس المؤقت حتى تم تنصيب الدكتور ويليام إتش. قاد بليمونز من 1955 إلى 1969، وأشرفت إدارته على إضافة مبانٍ جديدة مع توسع الحرم الجامعي وزاد الالتحاق إلى ما يقرب من 5000 طالب.
تم تحويل الابلاش من كلية المعلمين ذات الغرض الواحد إلى جامعة إقليمية متعددة الأغراض وأصبحت كلية جامعة الأبالاش الحكومية للمعلمين جامعة أبالاتشي الحكومية في عام 1967. استمر النمو في السبعينيات إلى حوالي 9500 طالب و 550 عضو هيئة تدريس. بعد ذلك، تم إنشاء أربع كليات جامعية تمنح درجات: الآداب والعلوم، والأعمال التجارية، والفنون الجميلة والتطبيقية، والتعليم. خلف الدكتور هربرت واي بليمونس في منصب الرئيس عام 1969 وعُين مستشارًا عام 1971  في عام 1972، أصبحت ولاية الأبلاش جزءًا من نظام جامعة نورث كارولينا.

## حرم الجامعة

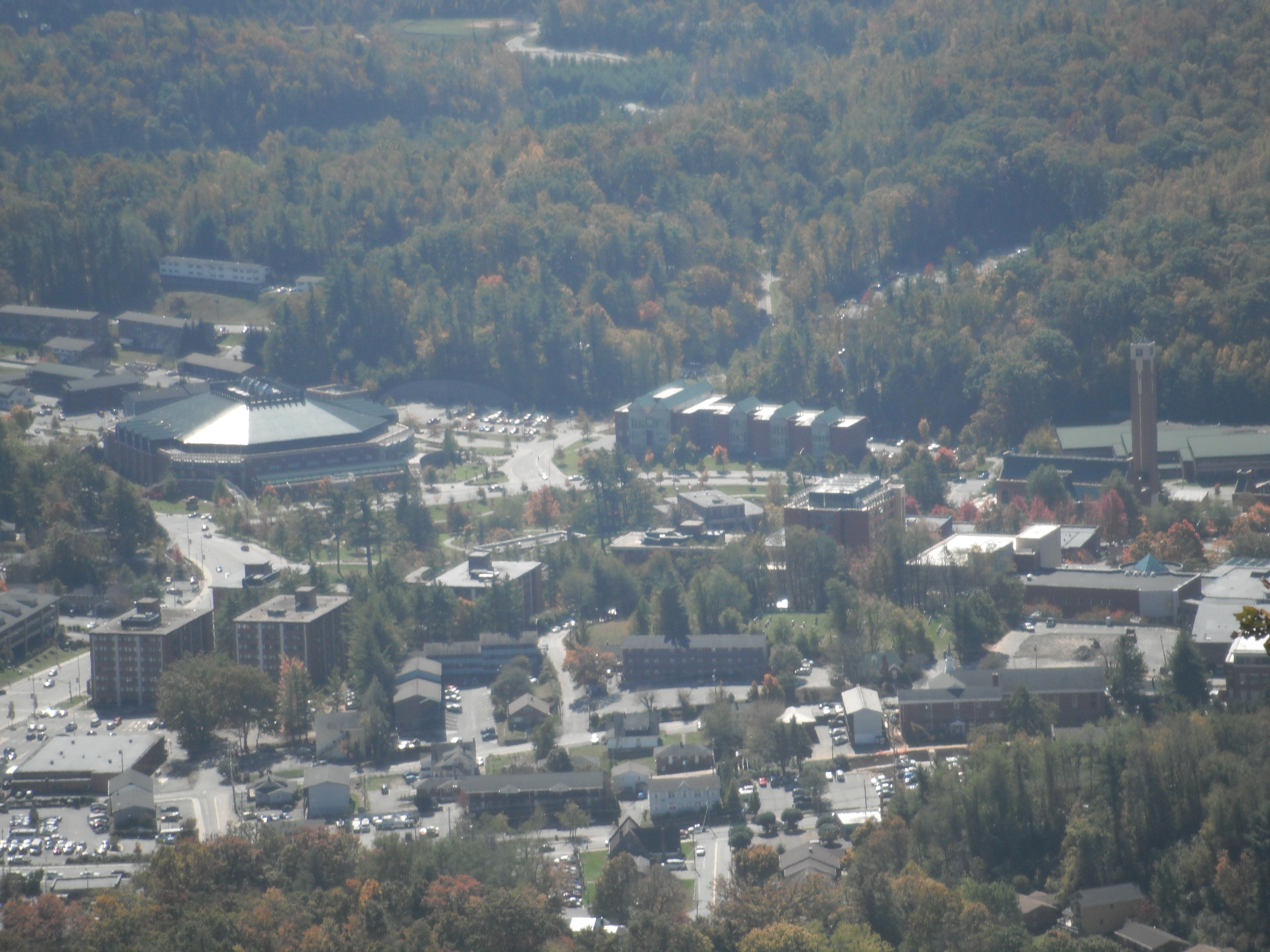
الحرم الجامعي ينظر إليه من قمة هوارد نوب

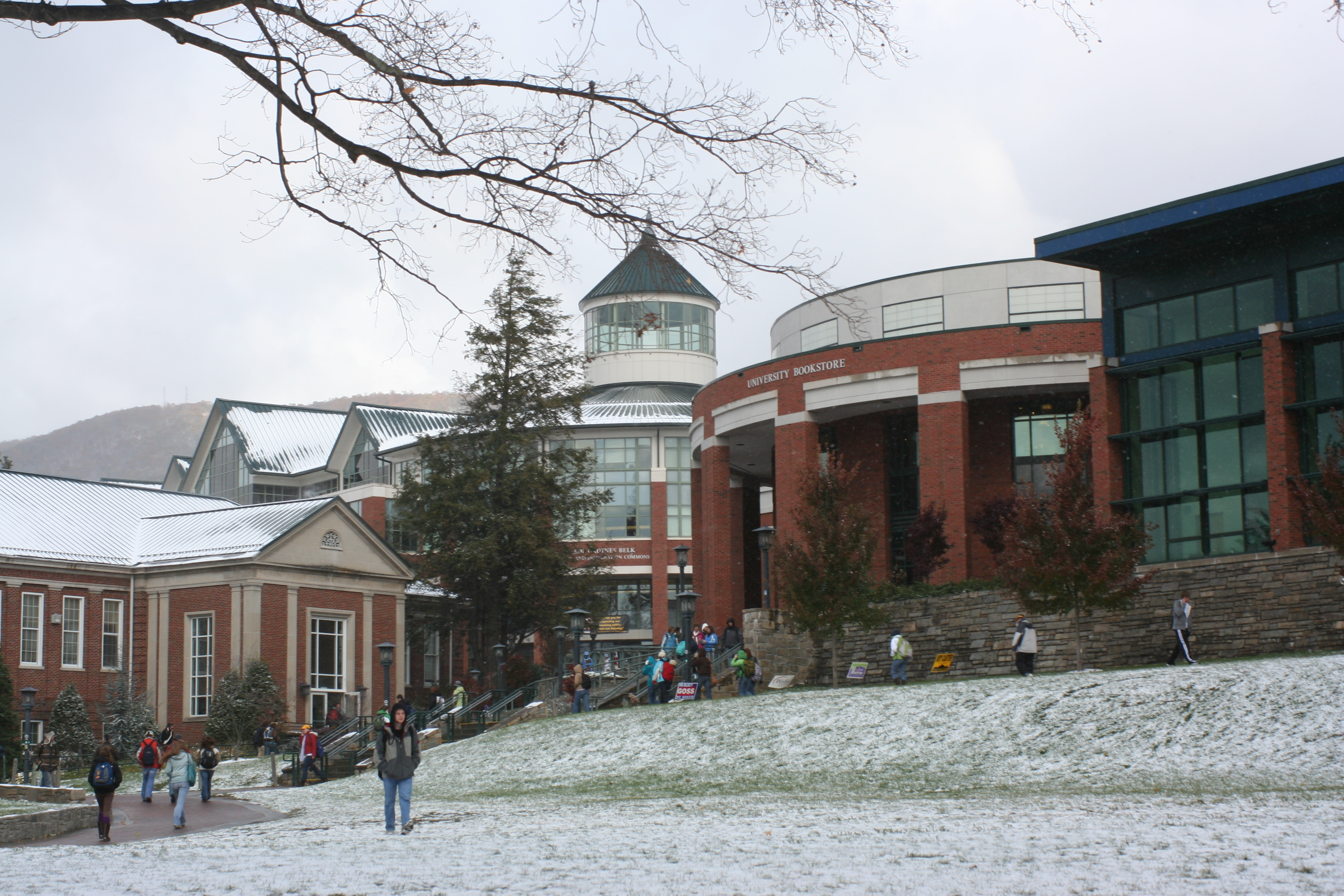
منظر من سانفورد مول. من اليسار إلى اليمين يوجد DD Dougherty Hall ومكتبة Belk واتحاد طلاب بليمونز

تقع جامعة جامعة ولاية الأبلاش في جبال بلو ريدج في شمال غرب ولاية كارولينا الشمالية، وتتميز بواحد من أعلى الارتفاعات في أي جامعة في الولايات المتحدة شرق نهر المسيسيبي، على 3,333 قدم (1,016 م). يقع الحرم الجامعي الرئيسي للجامعة في وسط مدينة بون، وهي بلدة يبلغ عدد سكانها 19205  مقارنة مع 19108 طالبًا مسجلين في جامعة ولاية أريزونا. يشمل الحرم الجامعي 1,300 أكر (5.3 كـم2)، بما في ذلك الحرم الرئيسي 410 أكر (1.7 كـم2) مع 20 قاعة إقامة و 3 مرافق طعام رئيسية و 30 مبنى أكاديمي و 11 مرفقًا ترفيهيًا / رياضيًا.
يُطلق على مركز الحرم الجامعي اسم سانفورد مول، وهو عبارة عن ساحة عشبية مفتوحة بين اتحاد الطلاب وقاعات الطعام والمكتبة. تم تسمية قاعة سانفورد، الواقعة على حافة المركز التجاري، على اسم تيري سانفورد، الحاكم السابق للولاية. شارع ريفرز، طريق لحركة المرور في المدينة والجامعة، يقسم الحرم الجامعي بشكل أساسي إلى قسمين شرقي وغربي مع أنفاق وجسر للمشاة يربط بين النصفين. يشمل النصف الشرقي سانفورد مول، واتحاد طلاب بليمونز، وقاعة طعام رويس (المعروفة سابقًا باسم قاعة الطعام المركزية)، ومكتبة بيلك، جنبًا إلى جنب مع مجتمعين من قاعات الإقامة. يحتوي الجانب الغربي على قاعة تريفيت لتناول الطعام، مركز الترفيه الطلابي (1 SRC)، مركز كوين الترفيهي، ملعب كيد بروير، مرتفعات الاستاد يوسف هولو، وهما مجتمعات قاعات الإقامة المتبقية. في الطرف الشمالي، يعبر بودنهايمر درايف شارع ريفيرز ويؤدي إلى الأبلاش مرتفعات (مبنى سكني على طراز الشقة) ومتسلق الجبال قاعة المستشار البيت المعيشة مركز التعلم جيم وملعب بيتي سميث. مركز مؤتمرات جورج إم هولمز الواقع في الطرف الجنوبي من شارع ريفرز هو المدخل والمدخل إلى الحرم الجامعي.
مركز تورشين للفنون البصرية على حافة الحرم الجامعي الرئيسي هو مركز الفنون البصرية بالجامعة. مركز تورشين هو أكبر مركز للفنون البصرية في شمال غرب ولاية كارولينا الشمالية وشرق تينيسي وجنوب غرب فيرجينيا. يعرض المعارض الدورية في الداخل والخارج، وبعض المعروضات محددة ثقافيًا لجبال الأبلاش، وتقدم برامج توعية مجتمعية من خلال الدورات الفنية. تم افتتاح المركز من قبل ولاية أبالاتشي في عام 2003. يستضيف مركز شايفر للفنون المسرحية الذي تم تجديده حديثًا، وهو مكان عرض يضم 1635 مقعدًا،  فنانين من جميع أنحاء العالم.

## الإدارة
يخطط مجلس محافظي جامعة نورث كارولينا ويطور النظام المنسق للتعليم العالي داخل الولاية. لقد وضعوا سياسة الجامعة لكنهم يفوضون العمليات اليومية لولاية الآبالاش إلى مستشار. يقوم المستشار بالمثل بتفويض بعض الواجبات إلى العميد والعديد من نواب المستشارين والمكاتب الإدارية الأخرى. يتم تقديم المشورة لهذه المكاتب الإدارية من قبل العديد من اللجان الجامعية بشأن احتياجات مكونات الحرم الجامعي، كما يمثلها مجلس الشيوخ بالكلية، ومجلس الشيوخ للموظفين، ومجلس الشيوخ لرابطة الطلاب الخريجين، ورابطة الحكومة الطلابية.

### الرؤساء
- بي بي دوجيرتي (1899–1955)
- رانكين (1955)
- ويليام إتش. بليمونس (1955-1969)
- هربرت واي (1969-1971)

### المستشارون
- هربرت وي (1971-1979)
- كراتيس ويليامز (1975، تمثيل) [16]
- جون إي توماس (1979-1993)
- فرانسيس ت. بوركوفسكي (1993-2003)
- وكيل الجامعة هارفي دورهام (2003-2004، مؤقت) [17]
- كينيث إي بيكوك (2004-2014)
- شيري إيفرتس (2014 إلى الوقت الحاضر) [18]

## أكاديميون

### مكتبة

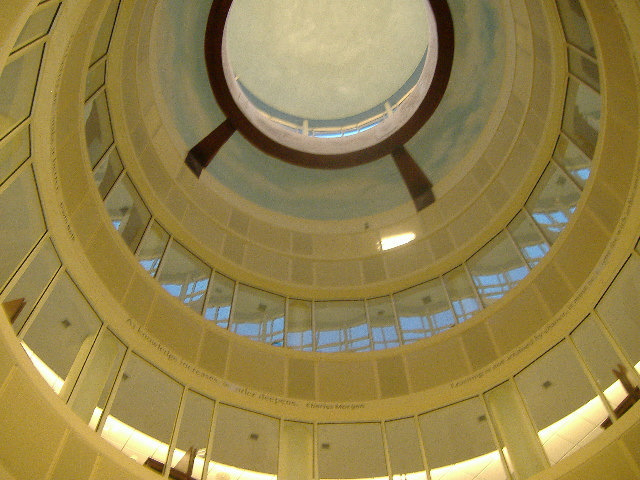
مكتبة بيلك مستديرة

في عام 2005، افتتحت مكتبة ومكتبة كارول جروتنس بيلك في مساحة جديدة 165,000 قدم مربع (15,300 م2) مبنى من خمسة طوابق. تضم مكتبة بيلك أكثر من 1.871 مليون كتاب ومجلة دورية، 1.5مليون شكل ميكرو و 24000 تسجيل صوتي و 14000 مقطع فيديو. تحتوي المكتبة على مجموعات متنوعة، بما في ذلك مجموعة يوري الأبلاش للدراسات الإقليمية ومجموعة مجموعة سباق السيارات الأسهم. مع افتتاح مبنى المكتبة الجديد في عام 2005، تبرع بيل ومورين راينهارت من لونغ آيلاند، نيويورك، بمجموعة كبيرة من الكتب النادرة في تاريخ اللغة الإنجليزية، تمتد من القرن السادس عشر إلى القرن التاسع عشر. أنشأت الجامعة غرفة مجموعات خاصة لهذا التبرع القيم الذي يضم حوالي 900 مجلدًا تضم ما يقرب من 450 عنوانًا. تم نشر المجموعة بأكملها في مجلدين من ببليوغرافيا مشروحة، تتألف من أستاذ اللغة الإنجليزية المتقاعد الدكتور م. جون هيغبي. يتألف كلا المجلدين من 240 صفحة تقريبًا وهما ممتازان في كل من المنح الدراسية والشمولية. كان هذا آخر مسعى رئيسي في حياته المهنية في مجال التعليم. تعد المكتبة أيضًا موطنًا لمجموعة رائعة من سباقات السيارات بما في ذلك تبرع من عائلة ريتشارد "الملك" بيتي. إلى جانب خدمة رعاة الجامعة، تخدم المكتبة أيضًا المجتمع المحلي من خلال التوزيع المتاح للمستفيدين المسجلين.

### الكليات
تقدم الأبلاش ولاية 176 تخصصًا جامعيًا و 42 تخصصًا للخريجين. كان متوسط المعدل التراكمي للطلاب الجدد في عام 2017 هو 4.20. يتم تنظيم الدورات في الأبلاش في ثماني كليات ومدرسة واحدة للدراسات العليا:

### مراكز خارج الحرم الجامعي
تقدم جامعة جامعة ولاية الأبلاش دورات خارج الحرم الجامعي من خلال ثلاثة مراكز خارج الحرم الجامعي وعبر الإنترنت. هذه المراكز هي:
- مركز جامعة ولاية أريزونا في هيكوري
- مركز جامعة ولاية أريزونا في بيرك في مورغانتون
- مركز جامعة ولاية أريزونا في كالدويل في لينوار [24]

توفر البرامج خارج الحرم الجامعي للطلاب القدرة على الحفاظ على الأسرة والمهن أثناء العمل للحصول على درجة. تتوفر برامج البكالوريوس بدوام كامل في التعليم الابتدائي والإعلان والعدالة الجنائية والإدارة والعمل الاجتماعي وعلم النفس. تقدم الأبلاش مجموعة متنوعة من برامج البكالوريوس والدراسات العليا خارج الحرم الجامعي وبدوام جزئي.

### المنشورات
ينشر قسم التاريخ في جامعة ولاية أريزونا مسائل التاريخ: مجلة جامعية للبحوث التاريخية (ISSN 1934-4651)، مجلة بحث جامعية. تأسست في عام 2003 من قبل إريك بورنيت، وهو طالب جامعي في جامعة ولاية أريزونا للتاريخ. تقبل المجلة الطلبات المقدمة من جميع الطلاب الجامعيين على الصعيد الوطني والدولي، مع إيلاء اهتمام خاص للأوراق التي تستخدم المصادر الأولية. يتكون مجلس التحرير من مستشاري الجامعيين وأعضاء هيئة التدريس في جامعة ولاية أريزونا.
يعمل أعضاء قسم الفيزياء والفلك بجامعة ولاية أريزونا كمحررين لمجلة مدرس الفيزياء.
تنشر الجامعة أو تحتفظ بحقوق التأليف والنشر لعدة دوريات أخرى، بما في ذلك:
- نبضات: مجلة العلوم العصبية الممتازة للطلاب الجامعيين، قسم علم النفس، كلية الآداب والعلوم
- الأبلاش استعراض الأعمال، مكتب الأعمال والبحوث الاقتصادية، كلية ووكر للأعمال
- مجلة الأبلاش، مركز دراسات الأبلاش، كلية الآداب والعلوم
- الأبلاش اليوم، مجلة الجامعة
- كولد ماونتن ريفيو، قسم اللغة الإنجليزية
- المذنب الدولي الفصلي، قسم الفيزياء وعلم الفلك (تم التنازل عنه لمرصد سميثسونيان للفيزياء الفلكية في عام 1990)
- مجلة التربية التنموية، مركز التربية التنموية، كلية الرايخ للتربية
- مجلة تسويق الرعاية الصحية، مركز التطوير الإداري، كلية ووكر للأعمال
- الأبلاش، صحيفة الطلاب
- استعراض بيل للأدب والفنون، منشور سنوي للفنون للطلاب

### المراكز والمعاهد
تضم الجامعة العديد من المراكز والمعاهد الأكاديمية ذات الصلة برسالتها. وتشمل هذه:
- مشروع تنمية المهارات الأساسية للكبار
- مركز أبالاتشي للطاقة - يشمل ما يلي:
  - مشروع وقود الديزل الحيوي التعاوني
  - مبادرة الطاقة المتجددة
  - موقع البحث والتطوير للرياح الصغيرة
- مركز دراسات الأبلاش - يشمل مجموعة الأبلاش التي تحتفظ بها مكتبة بيلك، ومتحف الأبلاش الثقافي، ومحرر النشر في مجلة الأبلاش.
- مركز ريادة الأعمال
- مركز دراسات اليهودية والمحرقة والسلام
- مركز التطوير الإداري
- برنامج عائلة غودنايت للتنمية المستدامة
- معهد الصحة والخدمات الإنسانية
- مركز تعليم الرياضيات والعلوم
- المركز الوطني للتعليم التنموي ومعهد كيلوج
- معمل الأداء البشري في حرم نورث كارولينا للأبحاث

## الحياة الطلابية
يستمتع الطلاب في جامعة ولاية أريزونا بمجموعة متنوعة من الأنشطة الخارجية. توفر الجبال التزلج على الجليد والتزلج والأنابيب وتسلق الصخور والمشي لمسافات طويلة وركوب الرمث والتخييم وصيد الأسماك في بلو ريدج باركواي وحولها. تضم جامعة ولاية أريزونا أيضًا أكثر من 400 نادي ومنظمة يديرها مركز مكاسكي للمشاركة الطلابية والقيادة، مثل المنظمات اليونانية والنوادي الأكاديمية والمتنوعة والنوادي الرياضية. قبل بداية كل فصل دراسي، تستضيف الجامعة «نادي إكسبو» يضم جميع الأندية والمنظمات في الحرم الجامعي. هذا الحدث مخصص للطلاب للعثور على منظمة أو نادي يناسبهم والمشاركة. يوجد بالجامعة أيضًا مراكز تطوعية بما في ذلك مركز متعدد الثقافات ومركز ال جي بي تي ومركز المرأة (وهو المركز النسائي الوحيد الذي يديره المتطوعون بالكامل في ولاية كارولينا الشمالية). جميع المراكز الثلاثة تحت إشراف مكتب تنمية الطلاب متعدد الثقافات. في 11 نوفمبر 2016، افتتحت جامعة ولاية أريزونا مركزًا رابعًا في اتحاد طلابها؛ مركز موارد الطلاب القدامى.
جمعية الأبلاش للبرمجة الشعبية هي منظمة تمولها الجامعة وتوجد لتخطيط وتوفير أحداث تعليمية وإثراء وترفيهية متنوعة للمجتمع والهيئة الطلابية في ولاية الأبلاش. من خلال مجالس البرمجة السبعة، يختار أعضاء جمعية الأبلاش للبرمجة الشعبية مجموعة متنوعة من البرامج الترفيهية والأفلام الشعبية التي تعزز الحياة الاجتماعية والثقافية لطلاب الأبلاش، ويخططون لها، ويروجون لها، ويقدمونها. تأسست جمعية الأبلاش للبرمجة الشعبية في عام 1985 للمساعدة في الحياة الليلية للطلاب ودعم الاحتفاظ بهم. تلعب جمعية الأبلاش للبرمجة الشعبية دورًا حيويًا في تعزيز وتطوير مجتمع جامعة أبالاش الحكومية الشامل. تشمل المجالس السبعة تراث الآبالاش وعروض النوادي والحفلات الموسيقية والوعي الثقافي ومشاركة الطلاب (CASE) والأفلام والمناسبات الخاصة والعروض المسرحية. يمكن للطلاب الاستمتاع بالعروض والرقصات والحفلات الموسيقية في الأساطير، وهي منشأة ترفيهية تقع في الحرم الجامعي. كما تقدم جامعة ولاية أريزونا مسرحًا للسينما في المنزل داخل اتحاد طلاب بليمونز، ومسرح غرينبريار، حيث يمكن للطلاب مشاهدة الأفلام الكلاسيكية.

## الاستدامة
استثمرت شركة الأبلاش في العديد من مشاريع الاستدامة في السنوات الأخيرة مثل:
- 100 كيلوواط (130 حصان) تم تثبيت توربينات الرياح في بروهيل نزل ومركز المؤتمرات في عام 2008. أصبحت توربينات الرياح الرمز الأكثر وضوحًا لمشاريع الأبلاش في مجال الطاقة المتجددة. يقع في أعلى نقطة في الحرم الجامعي ويبلغ 153 قدم (47 م) طويل القامة، وقد تم اختياره خصيصًا لتصوير توربينات الرياح على نطاق صناعي. اعتبارًا من مايو 2012، أنتج التوربين أكثر من 311,000 كيلوواط-ساعة (1,120,000 مججول).
- حصل كل من فرانك قاعة الإقامة، الذي تم تجديده في عام 2009، وموينتانر قاعة الإقامة الذي تم تشييده في عام 2011 على شهادات الريادة في تصميمات الطاقة والبيئة الذهبية. وحصلت على إجمالي 68 نقطة بناءً على ميزات توفير الطاقة والاستدامة. 65 نقطة مطلوبة للحصول على شهادة الذهب. يضم موينتانر قاعة الإقامة نظامًا حراريًا شمسيًا مكونًا من 40 لوحة لتوفير احتياجات الماء الساخن. تشمل المباني في الحرم الجامعي لجامعة ولاية أريزونا التي تستخدم الطاقة الشمسية، نادي فارسيتي، واتحاد طلاب بليمونز، ورالي هول، وكير سكوت هول. يحتوي كير سكوت هول أيضًا على أول سقف أخضر في الحرم الجامعي. يعمل السقف الأخضر على الحفاظ على الطاقة من خلال توفير الظل وإزالة الحرارة من الهواء من خلال التبخر.[34]
- تعمل الأبلاش خدمات الغذاء على تقليل هدر الطعام في الحرم الجامعي عن طريق إرسال نفايات الطعام قبل وبعد الاستهلاك إلى منشأة سماد تستخدم خدمات المناظر الطبيعية في الأبلاش المناظر الطبيعية سمادها كأسمدة.[35]
- أبالكارت هي خدمة نقل عام بدون تكلفة تخدم الحرم الجامعي ومجتمع بون المحيط.
- تم تركيب أربعة ضواغط من طراز بيج بيلي شمسي حول مركز سانفورد التجاري في عام 2010. إن بيج بيلي ضاغط شمسي عبارة عن وعاء قمامة مضغوط حاصل على براءة اختراع ويعمل بالطاقة الذاتية بالكامل. بدلاً من طلب اتصال بالشبكة، تستخدم بيج بيلي الطاقة الشمسية بنسبة 100٪ من احتياجاتها من الطاقة. تشغل وحدة بيج بيلي مساحة مساوية لبصمة حاوية القمامة العادية، ولكن سعتها أكبر بخمس مرات مما يوفر المال على تكاليف العمالة.[36]
- خارج مركز التعلم الحي يجلس ساحة المدرسة الصالحة للأكل وهو مساحة مجتمعية حيث يمكن للطلاب وأعضاء هيئة التدريس والموظفين الحفاظ على قطعة أرض لتعلم ممارسات البستنة. في مساحة الحديقة هذه، تتم متابعة مبادئ الزراعة والبستنة على نطاق صغير في محاولة لتعليم الصيانة الإنتاجية للنظم البيئية الزراعية، والاكتفاء الذاتي، والزراعة المستدامة.[37]
- يقع منزل البيئة - الاقتصاد - البيئة، أو المنزل E3، خارج مبنى جون توماس في الحرم الجامعي. تم بناء منزل E3 من قبل الطلاب في برامج علوم البناء والتكنولوجيا المناسبة في جامعة ولاية الأبلاش. خصصت مبادرة الطاقة المتجددة في جامعة ولاية أريزونا 30000 دولار أمريكي للمجموعة الكهروضوئية (PV) على الأسطح. 500 قدم مربع (46 م2) المنزل يستخدم لاختبار التقنيات الجديدة في ممارسات البناء. على عكس معظم الملاجئ المدمجة والقابلة للنقل، تم تصميم الهيكل ليكون مكتفيًا ذاتيًا وقابلًا للتكيف مع مجموعة متنوعة من المواقف البيئية والثقافية. يشتمل التصميم على مزيج من الألواح الهيكلية المعزولة لسرعة التجميع والقوة، جنبًا إلى جنب مع تقنيات البناء المحلية لإنشاء غلاف موفر للطاقة. يمكن أن تستوعب ما يصل إلى خمسة ركاب. تشمل الميزات الموفرة للطاقة للمبنى استخدام الألواح الهيكلية المعزولة (SIPs) للجدران الخارجية والسقف للمبنى. تتمتع الألواح بعزل R بقيمة 30، مقارنة بـ R-19 في بناء المنازل النموذجية. يحتوي المبنى أيضًا على ألواح شمسية، تولد احتياجات الطاقة لشاغلي المبنى، ونظام لجمع مياه الأمطار من السقف، وتركيبات سباكة منخفضة التدفق. تستخدم المصفوفة الكهروضوئية 16 لوحة لإنتاج ما يقدر بـ 3,745 كيلوواط-ساعة (13,480 مججول) في السنة.[38]
- ما زلنا في (2018) - أكثر من 3500 منظمة، ممثلة لاقتصاد الولايات المتحدة ومجتمعها، تُظهر للعالم أننا نقف إلى جانب اتفاقية باريس للمناخ وملتزمون بتحقيق أهدافها.[39]
- شهادة شجرة الحرم الجامعي الولايات المتحدة الأمريكية - حصلت جامعة جامعة ولاية الأبلاش على شهادة شجرة الحرم الجامعي الولايات المتحدة الأمريكية من مؤسسة مؤسسة يوم أربور. كانت عملية الحصول على الشهادة بمثابة جهد تعاوني بين قسم علم الأحياء، قسم الجغرافيا والتخطيط، النبات الفيزيائي وضوء النهر الجديد والطاقة. «توضح هذه الشهادة التزام شركة الأبلاش بالجوانب البيئية للاستدامة،» [40]
- تمت دعوة المشارك المدعو من قانون الجامعات الأمريكية بشأن المناخ (2015) - كانت جامعة أبالاش الحكومية واحدة من 38 مؤسسة للتعليم العالي تمت دعوتها للمشاركة في قانون الجامعات الأمريكية بشأن المائدة المستديرة للمناخ في 19 نوفمبر في مبنى المكتب التنفيذي لأيزنهاور في واشنطن العاصمة. استضافها مجلس البيت الأبيض لجودة البيئة.[41]
- جائزة الريادة المناخية- في أكتوبر 2015، حصلت الجامعة على جائزة بالسليقة وجائزة القيادة المناخية المجلس الأمريكي للأبنية الخضراء، والتي اعترفت بالتزام شركة الأبلاش بالعمل المناخي.[42]
- تعهد المناخ - بالإضافة إلى ذلك، زارت المستشارة إيفيرتس البيت الأبيض في يوم العمل المناخي ووقعت على قانون الجامعات الأمريكية بشأن تعهد المناخ. كما وقع المستشارة إيفرتس على الالتزام الثاني للطبيعة المناخية الذي تم تجديده حديثًا.[43]
- حصل على جائزة جمعية كارولينا لإعادة التدوير - حصل برنامج التسميد التابع لجامعة جامعة ولاية الأبلاش على جائزة السماد أو البرنامج العضوي المتميز من جمعية جمعية كارولينا لإعادة التدوير.[44]

## ألعاب القوى
يطلق على فرق الأبلاش الرياضية لقب «متسلقو الجبال». يتنافس متسلقو الجبال في القسم الأول من الرابطة الوطنية لرياضة الجامعات وهم أعضاء في مؤتمر صن بيلت. فرق حقول الآبالاش في 20 رياضة، 10 للرجال و 10 للسيدات. بدأ فريق موينتانر لكرة القدم المنافسة في القسم الأول بطولة كرة القدم السلطانية التقسيم الفرعي في العام الدراسي 2014-2015.

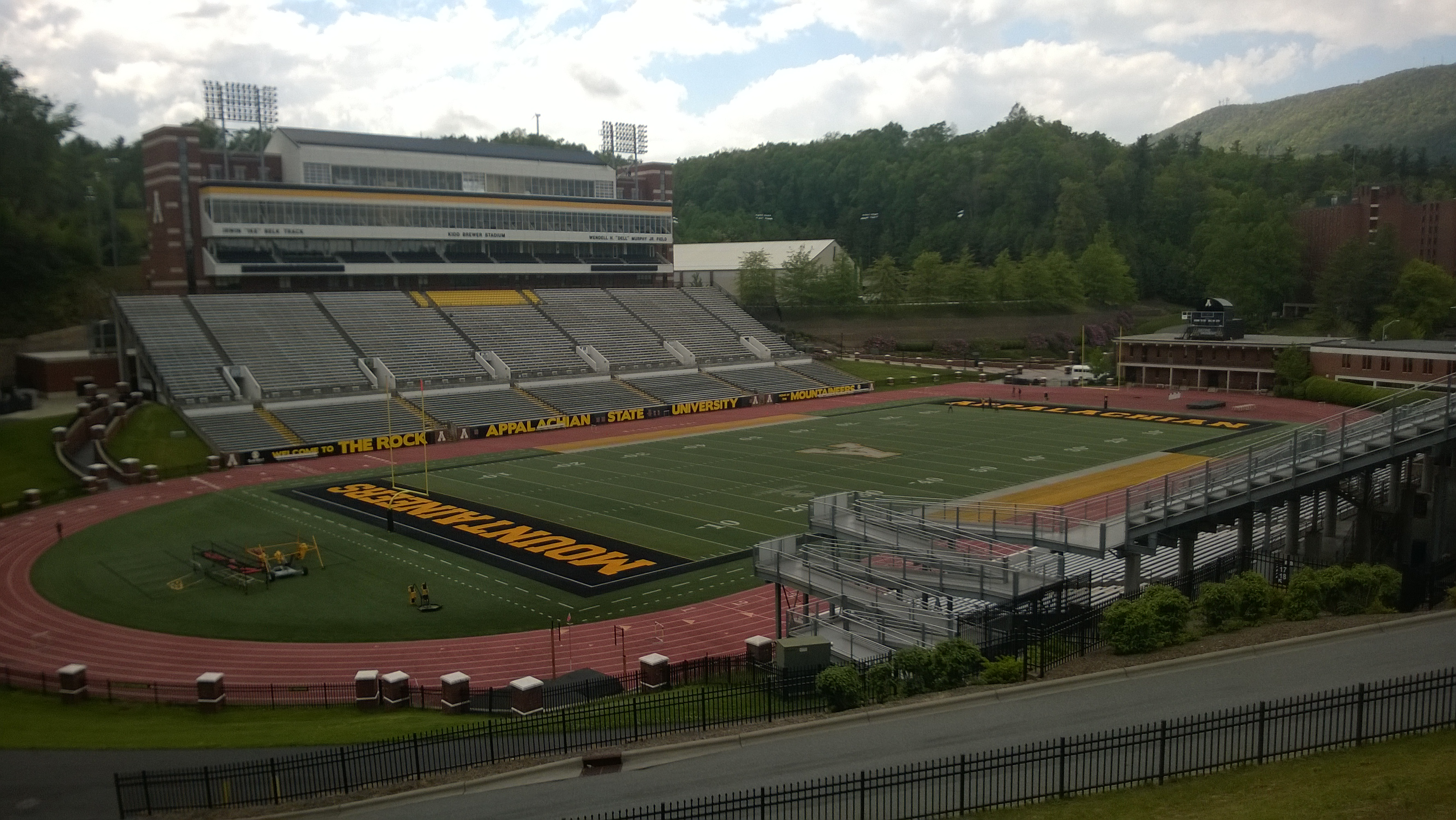
ملعب كيد بروير

ملعب كيد بروير هو ملعب كرة القدم الآبالاش الذي يسع 30 ألف متفرج. يقع الاستاد الملقب بـ «الصخرة» على ارتفاع 3,333 قدم (1,016 م). في عام 2017، أضافت App ولاية لوحة فيديو جديدة ونظام صوت وشاشات عرض شريط ليد. يوفر ملعب كيد بروير أيضًا مقاعد استاد إضافية مع 18 جناحًا فاخرًا و 600 مقعدًا للنادي ومناطق صندوق المستشار التي توفر إطلالة رائعة على الملعب والحرم الجامعي.

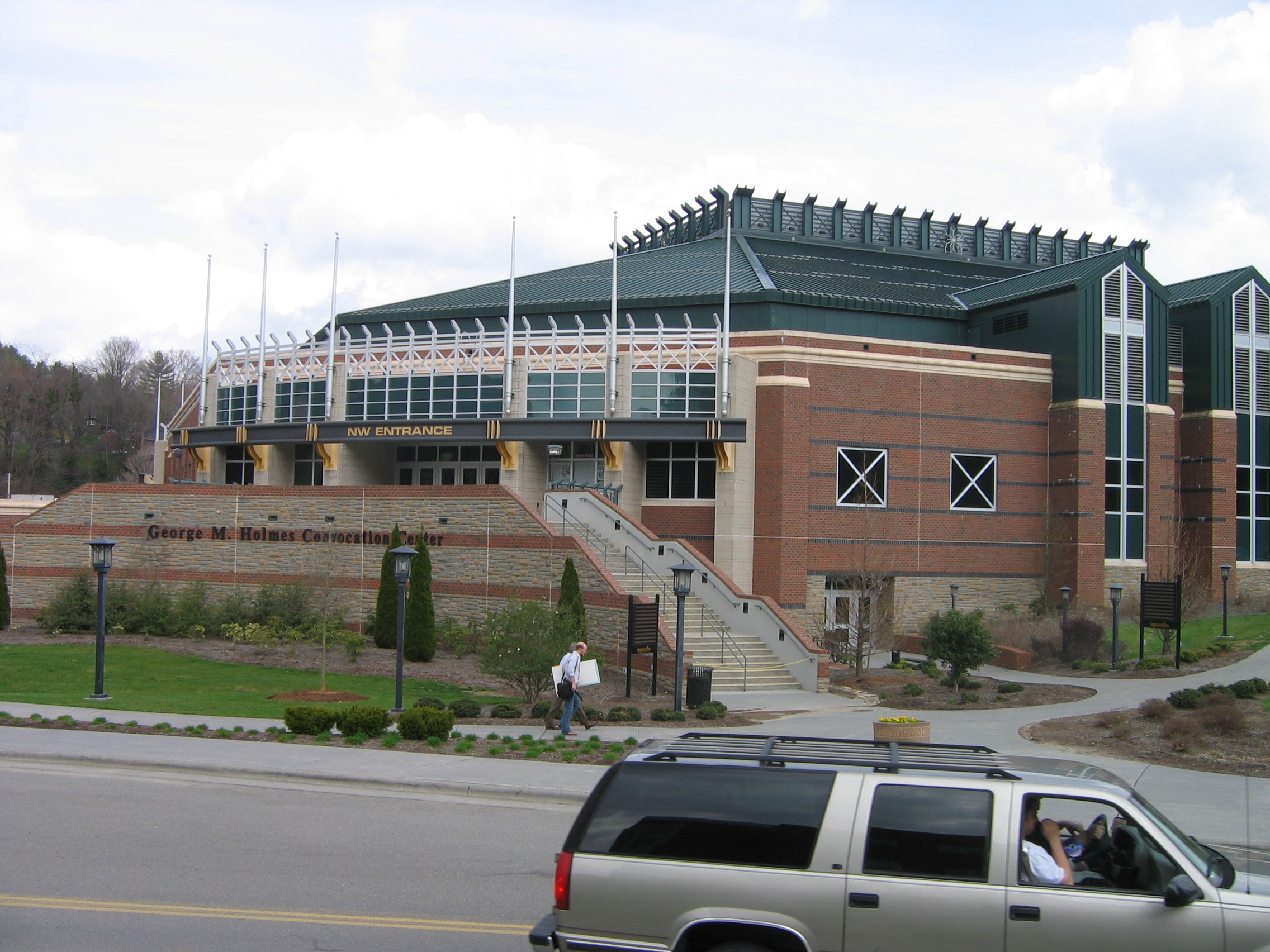
مركز مؤتمرات هولمز

مركز مؤتمرات جورج إم هولمز هو الملعب الرئيسي لفرق كرة السلة في أبالاتشي. 200,840 قدم مربع (18,659 م2) تتسع لـ 8,325 مقعدًا، وهي أيضًا موطن للكرة الطائرة وألعاب المضمار والميدان الداخلية. في عام 2017، تم تركيب لوحة فيديو جديدة من شركة داكترونيكس. تتكون اللوحة من تسع شاشات يبلغ مجموع مساحتها 1200 قدم مربع.
يقدم الترفيه الجامعي (UREC) أيضًا 20 ناديًا رياضيًا تنافس المؤسسات الإقليمية الأخرى على مستوى غير جامعي: اللاكروس (للرجال والنساء)، الرجبي (للرجال والسيدات)، كرة القدم (للرجال والسيدات)، الفريسبي النهائي (للرجال والسيدات)) والكرة الطائرة (رجال ونساء) والتسلق وركوب الدراجات والفروسية والمبارزة وهوكي الجليد والتزلج وكرة المضرب والتزلج على الجليد والسباحة والترياتلون.
حقق فريق الدراجات في الجامعة نجاحًا على المستوى الإقليمي والوطني؛ يتنافسون في مؤتمر الأطلسي الجماعي للدراجات. يتنافس الفريق في كل تخصص من تخصصات سباقات الدراجات المعترف بها من قبل الرابطة الوطنية للدراجات الجماعية داخل الولايات المتحدة الأمريكية لركوب الدراجات. وهذا يشمل سباقات الدراجات على الطرق وسباق الدراجات الجبلية وسيكلوكروس. فاز الفريق في القسم 2، كما أنشأته بطولة الولايات المتحدة الأمريكية للدراجات الهوائية للفريق الجماعي للدراجات الهوائية في عام 2008. فازوا بالبطولات الوطنية لفريق سيكلوكروس من الدرجة الثانية في عامي 2008 و 2009. يتم التعرف على الفريق الآن كفريق من الدرجة الأولى.
في 19 فبراير 2011، فاز فريق كرة السلة النسائي في الأبلاش ولاية موينتانر بلقب الموسم العادي للمؤتمر الجنوبي لعام 2011. كانت آخر مرة فازوا فيها باللقب عام 1996. هذه أول مرة للمدرب دارسي فنسنت. في 18 مايو 2012، فاز فريق البيسبول التابع لولاية الآبالاش على جامعة ويسترن كارولينا، ليصبح بطلًا للبيسبول في المؤتمر الجنوبي للمرة الأولى منذ عام 1985.

### كرة القدم
فاز أبالاتشيان بثلاث بطولات وطنية متتالية من القسم الأول بطولة كرة القدم في 2005 و 2006 و 2007 على جامعة شمال أيوا وجامعة ماساتشوستس وجامعة ديلاوير على التوالي. يعد فريق مونتينرز أول فريق كرة قدم كرة القدم يفوز بثلاث بطولات وطنية متتالية منذ بدء التصفيات في عام 1978. هم أيضًا أول برنامج من الدرجة الأولى يفوز بثلاث بطولات وطنية متتالية منذ أن حقق الجيش هذا الإنجاز في أعوام 1944 و 1945 و 1946.
في علامة بارزة لألعاب القوى ASU، في 1 سبتمبر 2007، لعب فريق الأبلاش ولاية لكرة القدم المباراة الافتتاحية للموسم في جامعة ميتشيغان التي تحتل المرتبة الخامسة أمام أكبر حشد شهد على الإطلاق مباراة كرة قدم في ASU. فازت الأبلاش ولاية على ميتشيغان في اللعبة التي أصبحت تُعرف باسم «في كل وقت مستاء» بواسطة الرياضة المصور بنتيجة 34-32 وأصبحت أول فريق كرة قدم من القسم I القسم الأول بطولة كرة القدم يهزم شعبة I القسم الأول لكرة القدم السلطانية التقسيم (IA) تم تصنيف الفريق في استطلاع أسوشيتد برس 
انتقلت الأبلاش ولاية إلى قسم القسم الأول لكرة القدم السلطانية التقسيم الفرعي في عام 2014، حيث أنهت موسمها الأول بسجل فائز ولكن غير مؤهل لمزايدة وعاء وفقًا لقواعد القسم الأول بطولة كرة القدم. في كل موسم من 2015 إلى 2019، فازت ولاية أب بكل من بطولة المؤتمرات والمباراة النهائية. في عام 2020، على الرغم من أن فريق مونتينرز لم يفز بمؤتمر حزام الشمس، فقد فازوا في مباراتهم السادسة على التوالي، وهزموا شمال تكساس 56-28 في افتتاح ميرتل بيتش السلطانية.
في 21 سبتمبر 2019، هزمت ولاية أبالاتشي جامعة نورث كارولينا في تشابل هيل 34-31، وهو ما يمثل أول فوز في مؤتمر ماونتينير باور فايف منذ فوز ميتشيغان في عام 2007. في 9 نوفمبر 2019، تابعت ولاية أبالاتشي انتصارها على جامعة نورث كارولينا في تشابل هيل بفوزها على جامعة ساوث كارولينا بفوزها على الجامكوك 20-15. كان 2019 هو الموسم الأول الذي أنهى فيه متسلقو الجبال المرتبة في الاستطلاعات النهائية منذ انضمامهم إلى القسم الأول لكرة القدم السلطانية التقسيم، بعد دخولهم لفترة وجيزة إلى المراكز الـ25 الأولى خلال موسم 2018. احتل متسلقو الجبال ذوو الخسارة الواحدة المركز 18 في استطلاع مدربو امواى لعام 2019 النهائي والمرتبة 19 في آخر 25 نقطة في أسوشيتد برس

### العصابات الرياضية
تقدم مدرسة مدرسة هايز للموسيقى الدعم لمتسلقي الجبال في جميع مباريات كرة القدم المنزلية مع مارشنج مونتينرز، وفي جميع ألعاب كرة السلة المنزلية مع الأبلاش بيب باند. يسافر فريق مارشنج مونتينرز إلى عدد قليل من المباريات البعيدة في كل موسم كرة قدم. مدير الفرق الرياضية هو الدكتور جيسون ب. غاردنر. بالإضافة إلى دعم القسم الرياضي، ساعد فريق مارشنج مونتينرز فرع رو تاو في فاي مو ألفا سنفونيا في استضافة مهرجان فرق مسيرة الأبلاش سنويًا.

## في وسائل الإعلام
في عام 2004، قامت لجنة لجولة الأبلاش قافلة عائلي بإنشاء مقطع فيديو ترويجي بعنوان «هوت هوت هوت»، والذي تم عرضه في جميع أنحاء المنطقة بواسطة المستشار كينيث إي. بيكوك. أصبح الفيديو ظاهرة إنترنت غير مقصودة وتم عرضه في برنامج ويب غير المرغوب فيه 20 في إتش 1 في أوائل عام 2006. لم يكن القصد من الفيديو الترويج لـ الأبلاش ولاية لأي شخص سوى قافلة عائلي، ناهيك عن استخدامه كأداة تجنيد للطلاب المحتملين. لم تعد الجامعة تستخدم الفيديو بسبب احتجاجات الطلاب والخريجين.
في عام 2002، قام برنامج قواعد الطريق التابع لبرنامج إم تي في بزيارة جامعة ولاية أريزونا لإنتاج حلقة تسمى الزحف إلى الحرم الجامعي، تم بثها داخل الحرم الجامعي خلال حدث سباحة طلابي شتوي سنوي يسمى «الهبوط القطبي». كما عبر المشاركون في العروض أيضًا سلكًا عاليًا مثبتًا بين قاعات كولترين وغاردنر.
في 16 مارس 2012، وضعت ولاية الأبلاش أستاذًا في علم الاجتماع في إجازة إدارية لمجموعة متنوعة من التهم، والتي تضمنت عرض فيلم وثائقي عن المواد الإباحية، ثمن المتعة. اكتسبت هذه الخطوة اهتمامًا وطنيًا من المجتمع الأكاديمي.

## خريجون متميزون

### الأكاديميا
- بي جي كايسي - عالم نفس، خبير في تنمية دماغ المراهقين وضبط النفس
- روبرت ألين فيليبس - معروف بالعمل على نظرية أصحاب المصلحة والأخلاقيات التنظيمية
- لورا رايت - مؤسس المجال الأكاديمي للدراسات النباتية

### الفنون والترفيه
- إريك باخمان - موسيقي ومنتج؛ عضو رئيسي في مجموعات الأصابع الملتوية ورماة الرغيف
- كارلتون بوست - موسيقي وملحن ومنتج؛ عضو في مجموعات برلين، الميت، العربدة، والطعن غربًا
- إريك تشيرش - مغني موسيقى الريف [53]
- لوك كومبس - مغني موسيقى الريف
- يوستاس كونواي - عالم طبيعة، محور كتاب آخر رجل أمريكي، أحد الموضوعات الواردة في سلسلة قناة التاريخ التلفزيونية
- تشارلز فرايزر - روائي، مؤلف كتاب كولد ماونتن
- مايكل جريجوري - من الإخوة غريغوري ومؤسس سلسلة الأخبار ضبط تلقائي.
- بايرون هيل - مؤلف أغاني كانتري وبوب [54]
- ليزا لين ماسترز - ممثلة [55]
- كيت رودي - مغنية وكاتبة أغاني وموسيقية
- جايسون روبرتس - عازف جيتار معروف بالتعاون مع نورا جونز
- دوغلاس سارين - أحد مؤسسي اسأل النينجا
- ماري إلين سنودجراس - مؤلفة، حائزة على جائزة مكتبة نيويورك العامة مرتين
- ويتني ثور - شخصية تلفزيونية
- غاري ويلر - المخرج والمنتج [56]
- جين ووتين - عازف ناشفيل دوبرو وموسيقي الجلسة [57]
- مايكل ألفارادو - عضو في فرقة البوب الشعبية الأمريكية لنا الثنائي

### ألعاب القوى
- سام آدامز- لاعب غولف محترف لعب
- جينيفر إي ألي - مدرب كرة السلة للسيدات سابقًا في نورث كارولينا تار هيلز [58]
- إسحاق أندرسون - مصارع أولمبي (أولمبياد صيف 1988)
- جيمي كولمان - لاعب أرينا لكرة القدم
- جايلين ديفيس - لاعب البيسبول الرئيسي لفريق سان فرانسيسكو جاينتس
- ريان إليس - سائق ناسكار (سلسلة كأس ناسكار)
- أشلي فليهر، المعروفة باسم شارلوت فلير - مصارع محترف في WWE (تم نقله إلى جامعة ولاية كارولينا الشمالية)
- إد جيني - لاعب كرة قدم
- ألفين جينتري - مدرب نيو أورليانز بيليكانز في الدوري الاميركي للمحترفين، والمدرب السابق لميامي هيت وديترويت بيستونز ولوس أنجلوس كليبرز وفينيكس صنز
- دينو هاكيت - اتحاد كرة القدم الأميركي كانساس سيتي شيفز (ظهير)
- ماري جين هارلسون - عداءة سباقات المضمار، بطل الدوري الوطني لكرة القدم الأمريكية مرتين في الهواء الطلق 1500 متر [59]
- جايسون هنتر - دنفر برونكو (نهاية دفاعية)
- دانيال إرميا - محلل لشبكة الدوري الوطني لكرة القدم الأمريكية، كاتب في الدوري الوطني لكرة القدم الأمريكية.com، مضيف بودكاست (الأبلاش ولاية من 1998 إلى 2000)
- ريكو ماك - لاعب اتحاد كرة القدم الأميركي (ظهير)
- سام مارتن - الدوري الوطني لكرة القدم الأمريكية دنفر برونكو (مقامر)
- ديميتريوس ماكراي - اتحاد كرة القدم الأميركي جاكسونفيل جاغوار (ركن باك)
- دوج ميدلتون - الدوري الوطني لكرة القدم الأمريكية نيويورك جتس (أمان)
- ميليسا موريسون هوارد - حاصل على الميدالية البرونزية مرتين في أولمبياد الحواجز (2000 و 2004)
- ديكستر جاكسون - الدوري الوطني لكرة القدم الأمريكية (جهاز استقبال واسع)
- بول جونسون - مدرب فريق جورجيا تك لكرة القدم
- كوري لينش - الدوري الوطني لكرة القدم الأمريكية (أمان)، صهر فرانكلين جراهام
- ماركيز موريل - الدوري الوطني لكرة القدم الأمريكية (الظهير)
- رون برينس - مساعد مدرب اتحاد كرة القدم الأميركي ديترويت ليونز، المدرب السابق في جامعة ولاية كانساس
- مايك رامزي - لاعب دوري كرة القاعدة الرئيسي من 1978 إلى 1985
- مارك رويالز - الدوري الوطني لكرة القدم الأمريكية من 1987 إلى 2003
- بريان كويك - الدوري الوطني لكرة القدم الأمريكية، سانت لويس رامز (جهاز استقبال واسع)
- سكوت ساترفيلد - مدرب كرة القدم في جامعة لويزفيل
- جون سيتل - لاعب اتحاد كرة القدم الأميركي أتلانتا فالكونز، مدرب الظهير من كارولينا بانثرز
- بيلوس سماولي - رائد كرة السلة، أحد مخترعي القفز بالرصاص
- دي جي طومسون - لاعب كرة سلة محترف
- دانيال ويلكوكس - اتحاد كرة القدم الأميركي بالتيمور رافينز (نهاية ضيقة)
- ستيف ويلكس - مدرب الدوري الوطني لكرة القدم الأمريكية، أريزونا كاردينالز
- إيفريت ويذرز - مدرب كرة القدم الرئيسي لولاية تكساس بوبكاتس، والمدرب الرئيسي السابق لجيمس ماديسون دوكس وجامعة نورث كارولينا في تشابل هيل [60]

### عمل
- جيمس إدغار برويهيل - مؤسس ششركة بروهيل لصناعات الأاث..
- تشاك غالاغر - رجل أعمال ومتحدث ومؤلف
- هاري إل ويليامز - الرئيس والمدير التنفيذي لصندوق كلية ثورغود مارشال

### الاقتصاد والتمويل
- ستيفن جيه دوبنر - كاتب، ومؤلف مشارك لكتاب الاقتصاد العجيب [61]
- كريس سويكر - رئيس أمن الشركات في بنك أوف أمريكا والمدير المساعد السابق لمكتب التحقيقات الفيدرالي [62]

### الحكومة والقانون
- اللفتنانت جنرال. روبرت ب. اشلي - المدير التاسع عشر لوكالة استخبارات الدفاع الأمريكية [63]
- تشاد بيرفوت - عضو مجلس الشيوخ عن ولاية كارولينا الشمالية يمثل المنطقة الثامنة عشرة
- تيد بود - عضو مجلس النواب الأمريكي من الدائرة 13 في نورث كارولينا [64]
- هوارد كوبل - عضو الكونجرس الأمريكي السابق عن الدائرة السادسة من جرينسبورو بولاية نورث كارولينا (حضر أبالاتشي فقط لمدة عام واحد) [65]
- موريس "مو" ديفيس - ضابط في سلاح الجو الأمريكي ومحامي وقاضي في القانون الإداري يعمل كديمقراطي للكونغرس في منطقة الكونجرس الحادي عشر بولاية نورث كارولينا. تم تعيين ديفيس في منصب المدعي العام الثالث للجان العسكرية في غوانتانامو، حيث خدم من سبتمبر 2005 حتى أكتوبر 2007، عندما استقال من منصبه بسبب اعتراضات على استخدام الإيهام بالغرق للحصول على أدلة.
- دانيا دايسون - قاضية مساعدة في المحكمة العليا لمقاطعة كولومبيا
- آندي دولين - يمثل منزل كارولينا الشمالية المنطقة 104
- لاركن إيجليستون - شارلوت، عضو مجلس مدينة نورث كارولينا
- ألين جوينز - عمدة ونستون سالم بولاية نورث كارولينا [66]
- بروك لونج - مسؤول الوكالة الفيدرالية لإدارة الطوارئ
- جوش دوبسون - منزل سابق في ولاية كارولينا الشمالية يمثل المنطقة رقم 85، مفوض العمل الحالي بولاية نورث كارولينا

### الوزارة والدين
- هنري بابيرز - مبشر وعالم
- فرانكلين جراهام - مبشر ومبشر، نجل بيلي جراهام، الرئيس التنفيذي ورئيس محفظة السامري

### علم
- ستانلي ساوث - عالم آثار، مؤلف كتاب المنهج والنظرية في علم الآثار التاريخي
- رايان ليتل - جراح، طب الأنف والأذن والحنجرة، أخصائي الأنف / جراحة قاعدة الجمجمة بالمنظار في كلية جيزل للطب في كلية دارتموث، مؤلف [67]